# U-866
| U-866                                                  | U-866 | U-866 |
| ------------------------------------------------------ | --- | --- |
|                                                        | | |
|                                                        | | |
| Зображення підводного човна U-505, однотипного з U-866 | | |
| Під прапором                                           | Третій Рейх | Третій Рейх |
| Спуск на воду                                          | 29 липня 1943 року | 29 липня 1943 року |
| Введений до складу флоту                               | 17 листопада 1943 року | 17 листопада 1943 року |
| Сучасний статус                                        | 18 березня 1945 року знищений глибинними бомбами та «Хеджхогами» американських ескортних міноносців «Лове», «Менгес», «Мослі» та «Прайд» поблизу канадського Галіфаксу  | 18 березня 1945 року знищений глибинними бомбами та «Хеджхогами» американських ескортних міноносців «Лове», «Менгес», «Мослі» та «Прайд» поблизу канадського Галіфаксу  |
| Проєкт                                                 | | |
| Тип ПЧ                                                 | великий океанський торпедний ДПЧ | великий океанський торпедний ДПЧ |
| Розробник проєкту                                      | Deutsche Schiff- und Maschinenbau, AG Weser, Бремен | Deutsche Schiff- und Maschinenbau, AG Weser, Бремен |
| Основні характеристики                                 | | |
| Швидкість (надводна)                                   | 17,9 вузла | 17,9 вузла |
| Швидкість (підводна)                                   | 7 вузлів | 7 вузлів |
| Робоча глибина занурення                               | 100 м | 100 м |
| Гранична глибина занурення                             | 230 м | 230 м |
| Дальність плавання                                     | 63 милі (117 км) на швидкості 4 вузли (7,4 км/год) (у підводному положенні) 13 450 морських миль (24 910 км на швидкості 10 вузлів (19 км/год) (у надводному положенні) | 63 милі (117 км) на швидкості 4 вузли (7,4 км/год) (у підводному положенні) 13 450 морських миль (24 910 км на швидкості 10 вузлів (19 км/год) (у надводному положенні) |
| Екіпаж                                                 | 48 осіб | 48 осіб |
| Розміри                                                | | |
| Довжина найбільша (по КВЛ)                             | 76,76 м | 76,76 м |
| Ширина корпусу найб.                                   | 6,86 м | 6,86 м |
| Висота                                                 | 9,6 м | 9,6 м |
| Середня осадка (по КВЛ)                                | 4,67 м | 4,67 м |
| Водотоннажність надводна                               | 1120 т | 1120 т |
| Озброєння                                              | | |
| Артилерія                                              | 1 × 105-мм палубна гармата SK C/32 | 1 × 105-мм палубна гармата SK C/32 |
| Торпедно- мінне озброєння                              | 4 носових і два кормових ТА. 22 торпеди або 44 міни TMA чи 66 TMB | 4 носових і два кормових ТА. 22 торпеди або 44 міни TMA чи 66 TMB |
| ППО                                                    | 1 × 37-мм зенітна гармата SKC/30 2 × 20-мм зенітні гармати FlaK 30 | 1 × 37-мм зенітна гармата SKC/30 2 × 20-мм зенітні гармати FlaK 30 |

U-866 — німецький великий підводний човен типу IXC/40, що входив до складу крігсмаріне за часів Другої світової війни. Закладений 23 січня 1943 року на верфі компанії Deutsche Schiff- und Maschinenbau, AG Weser, Бремен. Спущений на воду 29 липня 1943 року, 17 листопада 1943 року корабель увійшов до складу 4-ї навчальної флотилії ПЧ ВМС нацистської Німеччини.

## Історія служби
U-866 належав до німецьких підводних човнів типу IXC/40, великих океанських човнів, призначених діяти на далеких відстанях. Службу розпочав у складі 4-ї навчальної та з 1 серпня 1944 року — після завершення підготовки — спочатку в 10-й, а з 1 жовтня 1944 року — в 33-й бойових флотиліях ПЧ Крігсмаріне. U-866 встигнув здійснити лише один бойовий похід в Атлантичний океан, під час якого не потопив і не пошкодив жодного судна противника.
18 березня 1945 року U-866 був потоплений поблизу канадського Галіфакса глибинними бомбами та «Хеджхогами» американських ескортних міноносців «Лове», «Менгес», «Мослі» і «Прайд». Всі 55 членів екіпажу загинули.

## Командири
- Корветтен-капітан Вальтер Поммерене (17 листопада 1943 — грудень 1944)
- Оберлейтенант-цур-зее Петер Роговскі (грудень 1944 — 18 березня 1945)